# Kecamatan Pulausebuku
Kecamatan Pulausebuku är ett distrikt i Indonesien.   Det ligger i provinsen Kalimantan Selatan, i den centrala delen av landet, 1 100 km öster om huvudstaden Jakarta. Kecamatan Pulausebuku ligger på ön Pulau Sebuku.